# Justicia trichotoma
Justicia trichotoma là một loài thực vật có hoa trong họ Ô rô. Loài này được (Kuntze) Leonard mô tả khoa học đầu tiên năm 1938.